# 루이스 아르세

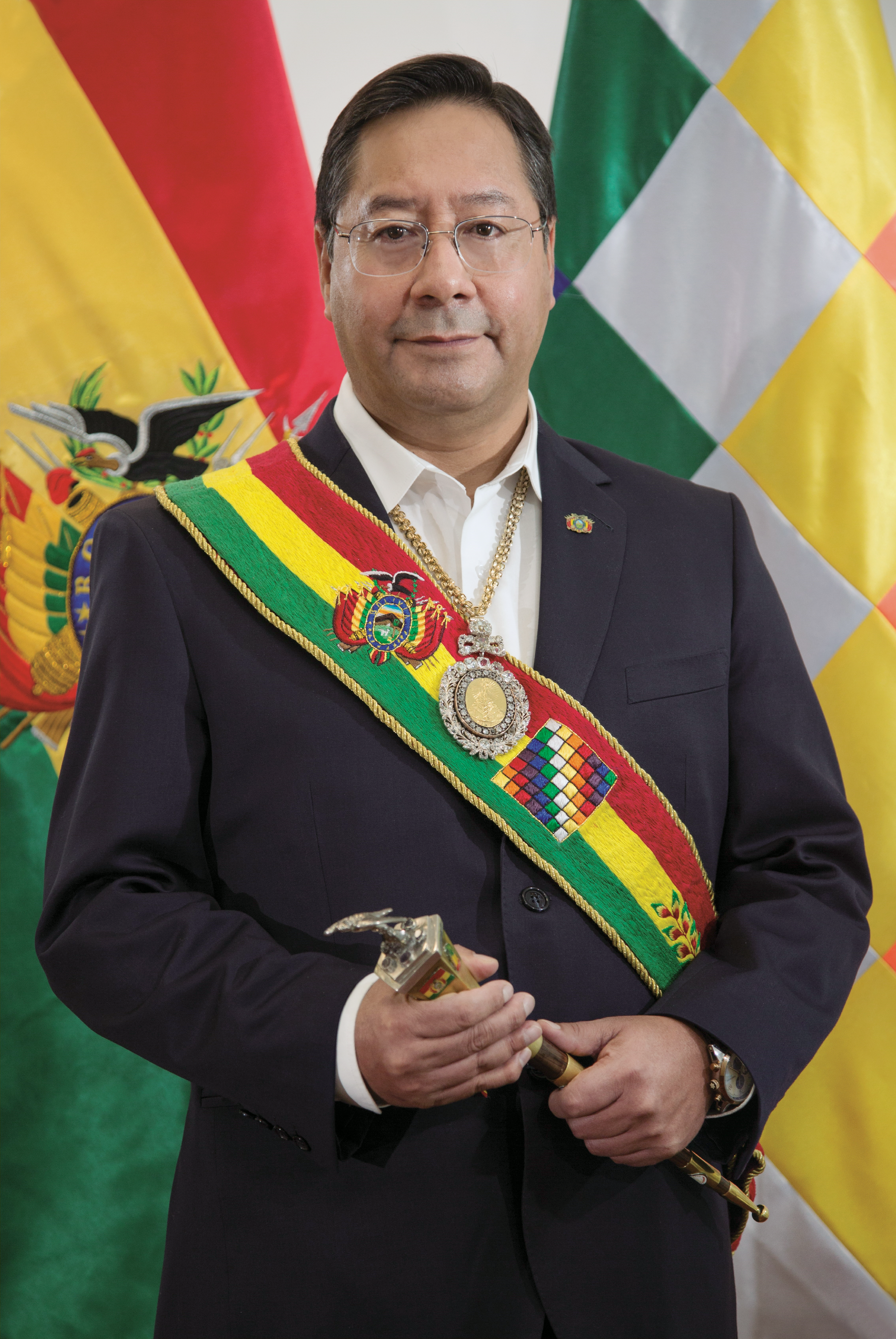
루이스 아르세(2020년)

루이스 알베르토 아르세 카타코라(스페인어: Luis Alberto Arce Catacora, 1963년 9월 28일~ )는 볼리비아의 제67대 대통령이자 정치인이다.

## 이력
그는 에보 모랄레스 정부 때 경제재정부 장관을 지냈다. 그는 2020년 볼리비아 대통령 선거의 사회주의운동당(MAS-IPSP) 대통령 후보로 출마하였다. 2020년 볼리비아 대통령 선거에서 과반 득표인 55.1%를 얻어 결선 투표 없이 당선을 확정했고, 같은 해 11월 8일에 정식으로 볼리비아 대통령으로 취임해서 현재까지 대통령직을 수행하고 있다. 2023년 10월 6일에 일어난 당내투쟁으로 인해서 다비드 초케우앙카 부통령을 포함한 전체 각료들과 의원들 28명과 함께 사회주의운동당에서 제명되어 현재는 무소속이다.